# Jana Čepelová
Jana Čepelová (Košice, 29 de maio de 1993) foi uma tenista profissional eslovaca. Seu melhor ranking foi o 50 de simples, atingido em 12 de maio de 2014. Nunca conquistou um título no circuito de elite.
Anunciou aposentadoria em 2023. Seu último jogo foi em 23 de agosto, pela 1ª fase do qualificatório do US Open.

## Finais

### Circuito WTA

#### Simples (0–1)
| Legenda                             |
| ----------------------------------- |
| Grand Slam tournaments (0–0)        |
| WTA Tour Championships (0–0)        |
| Premier Mandatory & Premier 5 (0–0) |
| Premier (0–1)                       |
| International (0–0)                 |

| Finais por Piso |
| --------------- |
| Duro (0–0)      |
| Saibro (0–1)    |
| Grama (0–0)     |
| Carpete (0–0)   |

| Resultado | N. | Data         | Torneio                            | Piso   | Oponente        | Placar   |
| --------- | -- | ------------ | ---------------------------------- | ------ | --------------- | -------- |
| Vice      | 1. | 6 Abril 2014 | Family Circle Cup, Charleston, EUA | Saibro | Andrea Petkovic | 5–7, 2–6 |